# Dorohoi
Dorohoi is een stad (oraș) in het Roemeense district Botoșani. De stad telt 31.073 inwoners (2002).

## Geschiedenis
Dorohoi is al eeuwenlang een centrale plaats in Noord-Moldavië. Boeren uit de streek kwamen naar Dorohoi om hun producten te verkopen. De stad wordt voor het eerst genoemd in een document uit 1408, waarin een overeenkomst wordt gesloten tussen de Moldavische heerser Alexandru cel Bun (Alexander de Goede) en de koning van Polen en Hongarije. Dit suggereert dat de rol van Dorohoi voor 1408 als commercieel centrum niet onbelangrijk was. 
Tijdens de Eerste Wereldoorlog is Dorohoi gebombardeerd door de Russen.
Tot 1940 was Dorohoi hoofdstad van het gelijknamige gelijknamige district (Județul Dorohoi). Maar toen Roemenië de Noordelijke Boekovina aan de Sovjet-Unie verloor, werd het district Dorohoi samengevoegd bij het District Botoșani met als hoofdstad Botoșani. Dorohoi is nu qua inwoners de tweede stad van het District Botoșani. 
Joodse Gemeenschap
Voor de Tweede Wereldoorlog had Dorohoi een grote Joodse gemeenschap. In 1859 was zelfs 51% van de bevolking (3.031 personen) in Dorohoi Joods. Roemenië stond van 1940 tot 1944 aan de kant van nazi-Duitsland. Op 1 juli 1940 werden Joodse mensen in Dorohoi vermoord door Roemeense soldaten. Deze moordacties waren zeer wreed, en veel Joodse huizen en winkels werden geplunderd door de soldaten en sommige inwoners. In de periode van 1940-1942 werden in totaal 5.000 Joden gedeporteerd naar Transnistrië. In 1944 (na de staatsgreep van koning Michael) nam de Roemeense regering een wet aan, waarin stond dat alle Joden die gedeporteerd waren en nog in leven waren, zo snel mogelijk terug gebracht moesten worden. Uiteindelijk zijn van de 5.300 Joden uit Dorohoi 2.000 Joden teruggekeerd. 
Na de Tweede Wereldoorlog is de Joodse bevolking van Dorohoi toegenomen door Joodse vluchtelingen die vanuit de omliggende streek naar Dorohoi trokken. In 1947 woonden er 7600 Joden in Dorohoi. Het gemeenschapsleven werd herbouwd. Er waren tot 1948 Joodse scholen (waaronder een middelbare school). Later werd er ook in het Jiddisch les gegeven op een aantal openbare scholen. In 1967 werd een koosjer restaurant geopend dat tot 1990 open bleef. Dorohoi werd gepresenteerd als een model van de joodse stad (Sjtetl) in Roemenië, met delegaties van buitenlandse Joodse organisaties die Dorohoi bezochten. De Joodse bevolking nam in de communistische jaren van Roemenië weer af. In 1956 waren er 2.753 Joden in Dorohoi; in 1966, 1013. In 2000, slechts 49. Maar nog steeds is er een functionerende synagoge.

## Bezienswaardigheden
- Sint-Nicolaaskerk uit 1495

## Geboren in Dorohoi
- Demetre Chiparus (1886-1947), Roemeens art-decobeeldhouwer, werkzaam in Frankrijk

Steden met gemeentestatus: Botoșani · Dorohoi

Steden zonder gemeentestatus: Bucecea · Darabani · Flămânzi · Săveni · Ştefăneşti